# Орецо
Орецо је насеље у Италији у округу Бергамо, региону Ломбардија.
Према процени из 2011. у насељу је живело 549 становника. Насеље се налази на надморској висини од 687 м.